# Krystal Jung
Chrystal Soo Jung (em coreano: hangul: 크리스탈수정; hanja: 鄭秀晶; romaniz.: Romanização revisada: Keuliseutal Sujeong; McCune-Reischauer: K'ŭrisŭt'al Suchŏng; nascida em São Francisco, Califórnia, Estados Unidos, em 24 de outubro de 1994), mais conhecida apenas como Krystal (em coreano: 크리스탈; romaniz.: Romanização revisada: Keuliseutal; McCune-Reischauer: K'ŭrisŭt'al), é uma cantora e atriz estadunidense de origem sul-coreana. Descoberta pela SM Entertainment em 2000, ela iniciou a sua carreira com a gravação de anúncios publicitários e vídeos musicais em 2002. Foi membro do girl group sul-coreano f(x), formado pela SM Entertainment em 2009, que teve suas atividades encerradas em 2019. Krystal é irmã mais nova da também cantora Jessica Jung. Além das atividades em grupo, ela também atuou em várias séries de drama sul-coreanas, como The Heirs (2013), My Lovely Girl (2014), Prison Playbook (2017), The Bride of Habaek (2017), Player (2018), Search (2020), Police University (2021), e Crazy Love (2022).

## Início de vida
Krystal nasceu em São Francisco, na Califórnia, Estados Unidos, onde sua família de imigrantes coreanos tinha se estabelecido em 1980, o que a torna fluente em inglês e coreano.
Durante uma viagem familiar à Coreia do Sul no início de 2000, aos cinco anos de idade, ela e sua irmã mais velha, Jessica Jung, foram selecionadas pela agência SM Entertainment, lhes rendendo uma aparição no vídeo da música "Wedding March", do grupo masculino de kpop, Shinhwa.
A empresa considerou que Krystal e a sua irmã tinham muito potencial e as presenteou com aulas de canto e dança, com o intuito de as treinar para uma carreira de cantoras profissionais. Alegando que Krystal era muito jovem, os seus pais recusaram, permitindo apenas que sua irmã mais velha começasse a trabalhar para a agência, onde estreou como integrante do girl group Girls' Generation , em Agosto de 2007. 
Porém, já em 2002, Krystal começou a aparecer em comerciais de televisão. No seu primeiro, contracenou com a atriz coreana Han Ga In. Em 2006, os seus pais à autorizaram a se juntar à S.M. Entertainment, e a agência à matriculou em aulas de dança, incluindo hip hop e jazz.

### Educação
Depois de se mudar para a Coreia do Sul, Krystal frequentou a Korea Kent Foreign School. Em 7 de fevereiro de 2013, Krystal se graduou na Hanlim Performing Arts High School, sendo homenageada com um prêmio. Atualmente, cursa Artes na Universidade Sungkyunkwan, com especialização em Teatro.

## Carreira musical

### f(x)
Um vídeo teaser do grupo f(x) foi publicado no YouTube em 24 de agosto de 2009. A estreia do grupo aconteceu com o single digital "LA chA TA", lançado em 1 de Setembro, na sequência de um outro vídeo teaser de quarenta segundos no YouTube.
O grupo teve a sua primeira apresentação pública em 2 de setembro, num showcase expressamente destinado a apresentar o grupo, em um evento que aconteceu no Samseong-dong Fashion Center.
Em 5 de setembro, as integrantes do f(x) fizeram a sua primeira apresentação televisiva, no programa musical Music Core, do canal de televisão MBC.
Krystal lançou em 2010 uma música solo intitulada "Melody", acompanhada por um videoclipe.

### SM The Ballad
Em fevereiro de 2014, a SM Entertainment revelou que o grupo SM The Ballad, agora seria composto por novos elementos, mas mantendo Krystal como um deles, também lançaria um novo álbum. Também foi anunciado que ela cantaria com Changmin, do TVXQ, a versão japonesa da faixa-título "Breath".

## Jessica & Krystal
O reality show das irmãs Jung, havia mudado seu nome de Cover Girl# para Jessica & Krystal, e teve sua data de estreia confirmada para o 6 de maio de 2014.
O canal OnStyle divulgou no dia 16, “O reality show ‘Jessica&Krystal’ que mostra o cotidiano das irmãs, irá estrear sim”. 
Kim Ji Wook, representante do OnStyle, continuou, “O estilo de vida único das irmãs Jung será revelado. Pedimos para que você espere ansiosamente pela revelação das histórias privadas das amáveis irmãs” .
“Jessica&Krystal” levou os espectadores ao backstage de suas vidas cheias de estilo como irmãs e amigas, enquanto elas decoram seu set de filmagens, fazem compras, viajam, e muito mais. O reality show de 10 episódios estreou no dia 6 de Maio, às 11 da noite, e foi ao ar todas as terças.
A S.M. estava planejando em lançar um single de Jessica&Krystal ao final do programa. As músicas já estavam todas gravadas e depois da gravação do MV, estavam planejando fazer uma segunda temporada do programa, mas quando Jessica saiu do Girls' Generation, o projeto foi cancelado.

## Carreira televisiva
Em 2010, Krystal apareceu no programa "Let's Go Dream Team 2", onde bateu um recorde de salto em altura que tinha sido estabelecido no programa 10 anos antes, detendo hoje o recorde de 1.95m no salto feminino.
Também em 2010, Krystal interpretou um pequeno papel no seriado More Charming by the Day. Participou igualmente na série The M-Wave, com Thunder, do grupo MBLAQ.,
Em 2011, Krystal competiu no reality show de patinação da campeã olímpica Kim Yu-Na's Kiss & Cry, do canal televisivo SBS. Durante o episódio, transmitido em 14 de agosto de 2011, Krystal e seu parceiro Lee Dong Hun venceram a competição, ganhando a oportunidade de patinar no Samsung Galaxy★Hauzen All That Skate Summer 2011‘ Ice Show.
Krystal também apareceu em "High Kick!", outra série de televisão coreana, interpretando o papel de Ahn Soojung, na terceira temporada da série.
Em 2013, interpretou a personagem Lee Bo Na no drama coreano "The Heirs".
Em 2014, atuou na série coreana "My Lovely Girl", contracenando com Bi Rain.

## Vida pessoal
Em abril de 2016, foi anunciado que Krystal e Kai, do grupo masculino de kpop, EXO, estavam namorando. Em 6 de janeiro de 2017 foi revelado que o relacionamento dos dois havia terminado.

## Discografia
| Ano  | Canção                   | Duração | Artista          |
| ---- | ------------------------ | ------- | ---------------- |
| 2017 | "I Don't Wanna Love You" | 3:42    | Com June One Kim |

### Trilha sonora e performances solo
| Ano  | Canção                         | Álbum                           | Duração | Artista                 |
| ---- | ------------------------------ | ------------------------------- | ------- | ----------------------- |
| 2009 | "Hard but Easy"                | Invincible Lee Pyung Kang OST   | 03:51   | Com Luna                |
| 2010 | "Spread Its Wings"             | God of Study OST                | 03:56   | Com Luna e Amber Liu    |
| 2010 | "Calling Out"                  | Cinderella's Sister OST         | 04:22   | Com Luna                |
| 2010 | "Melody (Moderato)"            | Melody Project part II Moderato | 04:21   | Solo                    |
| 2011 | "Because of Me"                | Sign OST                        | 03:15   | Solo                    |
| 2011 | "Grumbling"                    | Sunday Night – Enjoy Today OST  | 04:24   | Com Leeteuk             |
| 2012 | "Butterfly"                    | To the Beautiful You OST        | 03:01   | Com Jessica Jung        |
| 2014 | "When I Was... When U Were..." | SM the Ballad Vol. 2 – Breath   | 03:54   | Com Chen                |
| 2014 | "Breath" (Japanese Ver.)       | SM the Ballad Vol. 2 – Breath   | 04:30   | Com Changmin            |
| 2014 | "Say Yes"                      | Make Your Move OST              | 03:58   | Com Jessica Jung e Kris |
| 2014 | "All Of A Sudden"              | My Lovely Girl OST              | 04:27   | Solo                    |

## Videografia

### Aparições em vídeos musicais
| Ano  | Canção          | Artista | Papel     |
| ---- | --------------- | ------- | --------- |
| 2000 | "Wedding March" | Shinhwa | Garotinha |
| 2006 | "Still Believe" | Rain    | Ela mesma |
| 2009 | "Juliette"      | SHINee  | Juliette  |
| 2010 | "Sweet Dreams"  | Alex    | Ela mesma |
| 2010 | "Melody"        | Krystal | Ela mesma |
| 2013 | "Fermata"       | Byul    | Ela mesma |
| 2013 | "Adagio"        | Tei     | Ela mesma |

## Filmografia

### Filmes
| Ano  | Título | Personagem | Notas        |
| ---- | ------ | ---------- | ------------ |
| 2012 | I AM.  | Ela mesma  | Documentário |

### Dramas
| Ano  | Título                                 | Personagem      | Notas        |
| ---- | -------------------------------------- | --------------- | ------------ |
| 2010 | More Charming by the Day               | Jung Soo-jung   |              |
| 2011 | High Kick: Revenge of the Short Legged | Ahn Soo-jung    |              |
| 2011 | Welcome to the Show                    | Ela mesma       | Participação |
| 2013 | The Heirs                              | Lee Bo-na       |              |
| 2014 | My Lovely Girl                         | Yoon Se-na      |              |
| 2017 | The Bride of Habaek                    | Moo-ra / Hye-ra |              |
| 2017 | Prision Playbook                       | Kim Ji-ho       |              |
| 2018 | Player                                 | Cha Ah-ryung    |              |
| 2020 | Search                                 | Son Ye-rim      |              |
| 2021 | Police University                      | Oh Kang-hee     |              |
| 2022 | Crazy Love                             | Lee Shin-ah     |              |
| 2024 | The Player 2: Master of Swindlers      | Cha Ah-ryung    |              |

## Prêmios
| Ano  | Categoria                                     | Trabalho nomeado         | Resulto |
| ---- | --------------------------------------------- | ------------------------ | ------- |
| 2010 | MBC Entertainment Awards: Rookie Comedy Award | More Charming By The Day | Venceu  |